# 王泓钦
王泓钦（2006年—），又名“球球”，是中国房地产商人王志才与演员王艳之子，商人王烁同父异母的亲弟弟。因为其在电影中的谈吐，他也被称为段子手。

## “受虐”争议
2015年初， 王泓钦被爆在自己和母亲参演的电影中不断吐槽艰苦的拍摄环境，一些疑似炫富的言论也引发网友对于富二代、星二代的热议。